# 阿帕爾塔多

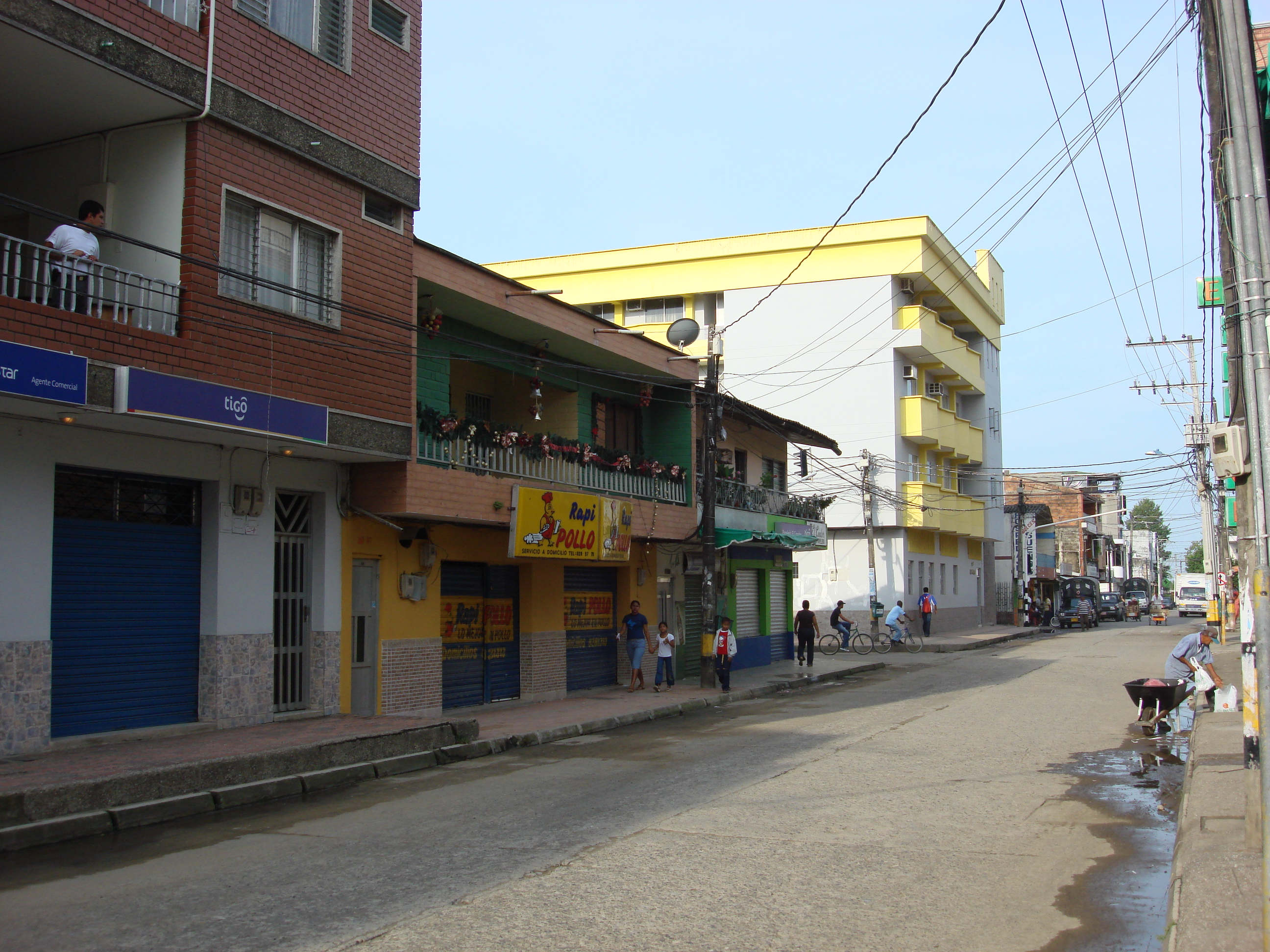
阿帕尔塔多街景

阿帕爾塔多是哥倫比亞的城鎮，位於該國西北部，由安蒂奧基亞省負責管轄，距離首府麥德林336公里，始建於1907年，面積607平方公里，海拔高度30米，2009年人口163,044。
7°53′N 76°38′W / 7.883°N 76.633°W